# Península d'Iveragh
La península d'Iveragh (en irlandès, Uíbh Ráthach) es troba al comtat de Kerry (Irlanda). Es tracta de la península més gran del sud-oest d'Irlanda. Al centre de la península hi ha la serralada de Macgillycuddy's Reeks. La muntanya més alta, Carrauntoohil, també és la muntanya més alta de l'illa.
Killorglin, Cahersiveen, Portmagee, Waterville, Caherdaniel, Sneem i Kenmare són algunes de les poblacions de la península.
L'anell de Kerry és un popular recorregut turístic, envolta la península des de Killarney, situat a l'est.
L'illa de Valentia es troba a l'extrem nord-oest de la península. Està connectada amb la península per un pont al poble de Portmagee, però també es pot arribar per ferri entre Renard Point i Knightstown a l'illa.
Les Illes Skellig es troben a uns 12 quilòmetres de la costa oest i són conegudes pels seus edificis monàstics i per les aus.
Kerry Geopark és una iniciativa de la comunitat a la península d'Iveragh amb l'objectiu de promoure el geoturisme en aquesta àrea de gran importància geològica. Alguns dels llocs d'interès són la badia de Kenmare Bay, signes de glaciació passat i l'activitat volcànica i pistes fossilitzades de tetràpodes de 400 milions d'anys.

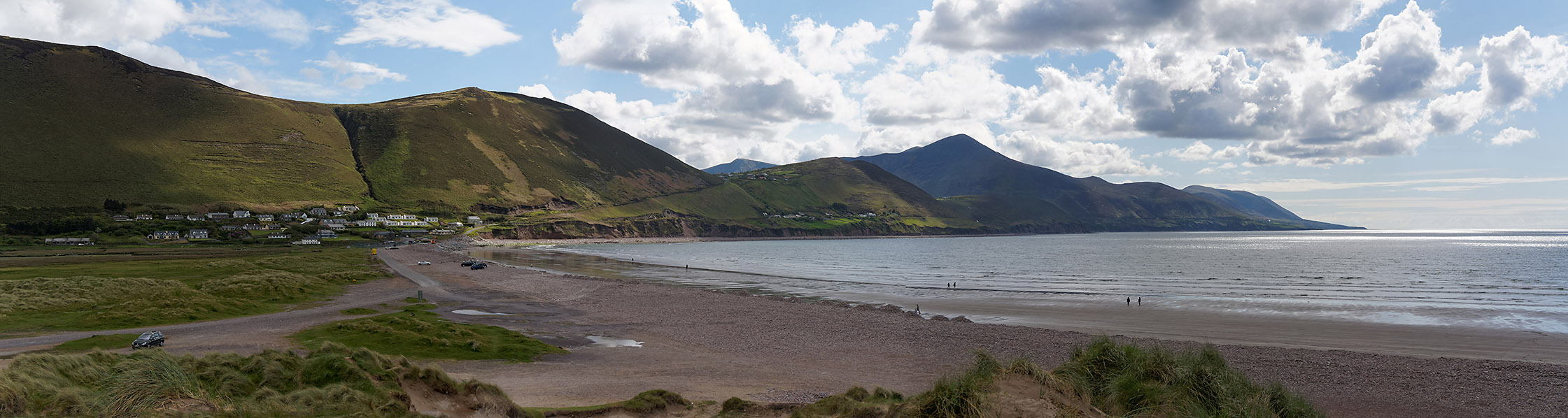
Platja a Rossbeigh, a la badia Dingle